# Numéro Quatre (roman)
 (mai 2013).
Si vous disposez d'ouvrages ou d'articles de référence ou si vous connaissez des sites web de qualité traitant du thème abordé ici, merci de compléter l'article en donnant les références utiles à sa vérifiabilité et en les liant à la section « Notes et références ».
Pour les articles homonymes, voir Numéro quatre.
Numéro Quatre (titre original : I Am Number Four) est un roman de science-fiction américain de Jobie Hughes et James Frey (sous le pseudonyme de Pittacus Lore) publié en 2010, puis traduit en français et publié en 2011. Il s'agit du premier tome de la série Lorien Legacies qui en compte sept. 
Numéro quatre a fait l'objet d'une adaptation cinématographique.

## Résumé
Le lecteur suit l'histoire de John Smith, un adolescent de quinze ans, vivant sur Terre, aux États-Unis, avec Henri, son Cêpane. 
John vient d'une autre planète, Lorien, qui a été envahie par des habitants d'une planète voisine, les Mogadoriens. Après une grande bataille sur la planète Lorien, neuf Gardanes, alors enfants, furent envoyés sur Terre.
À mesure que les années s'écoulent, ils développeront progressivement des dons particuliers, appelés « Héritages ». 
Chacun d'eux est accompagné d'un Cêpane, un adulte qui les aidera à maitriser leurs dons. Lors de leur arrivée sur Terre, les neuf Gardanes sont protégés par un sortilège qui oblige leurs poursuivants à les tuer dans l'ordre exact de leur numéro. Les trois premiers ont été tués. John est le numéro quatre...
Au début de l'histoire, John n'a pas encore développé de dons, au grand désarroi de son Cepâne, Henri. Ils s'installent dans l'Ohio, à Paradise. Dès son entrée au lycée de la ville, John se lie d'amitié avec Sam, un jeune adolescent terrien. Sam croit, dur comme fer, aux extraterrestres et pense même qu'ils ont enlevé son père disparu. John rencontre également Sarah, une jeune fille blonde, dont il tombe amoureux, mais ce n'est pas du goût du quaterback du lycée : Mark James, qui est aussi l'ex-copain de Sarah.
Le jour d'Halloween, Sarah se fait enlever par Mark et ses amis, John fou de rage sauvera Sarah en manquant de casser le bras de Mark.
Quelques jours plus tard, Mark organise une fête chez lui... Qui tourne mal. Le feu prend possession de la maison du footballeur où malheureusement Sarah est piégée. John s'y jettera tête baissée pour la sauver. Et sautera du deuxième étage avec Sarah et les deux chiens de Mark. Numéro Quatre montrera et dévoilera enfin ce qu'il est à Sarah.
Les Mogadoriens découvriront, plus tard grâce à une vidéo enregistrée le jour de l'incendie, que John et Henri se cachent à Paradise. Sam, Sarah et John se réfugient dans le lycée où les Mogadoriens les surprennent. Lors de la bataille, une jeune fille se joint au combat des jeunes gens et ensemble, ils parviennent à vaincre les Mogadoriens. Elle dévoile de nombreux dons, dont celui de maîtriser les éléments terrestres, comme le vent, les orages, l'eau ... La jeune fille qui leur est venue en aide n'est autre que Numéro Six. Elle leur sera d'une grande aide pendant la bataille. Sa Cêpane a été tuée plusieurs années auparavant. En rejoignant Numéro Quatre, Six a rompu le sort contraignant les Mogadoriens à éliminer les Gardanes par ordre chronologique. Après la bataille, le Cêpane de John, Henri, a été tué, et John est gravement blessé.
Finalement, John développera progressivement au cours de l'histoire les dons de maîtrise du feu ainsi que de produire de la lumière dans les paumes de ses mains, appelé Lumen, celui de communication avec les animaux, et celui de télékinésie, don qui semble commun à tous les Gardanes et qui l'aideront beaucoup pour les combats à venir.
Après avoir vaincu les Mogodariens, John demande à Sarah de rentrer chez elle, pour l'écarter des dangers à venir, mais Sam choisit de suivre John pour tenter de retrouver son père biologique. Le roman se termine avec la séparation de John et de Sarah qui se promettent de se retrouver rapidement. John, Sam et Six partent ensemble, ainsi que Bernie Kosar, le chien de John qui se révèle en réalité être une Chimaera, une créature pouvant changer de forme à volonté, et qui veille sur lui depuis qu'ils ont quitté Lorien.

## Réception
Le livre a reçu des critiques généralement positives avec une note moyenne de 3,92⁄5 sur Goodreads (site de suggestions de livres) basée sur 119,972 votes.
Kirkus Reviews, en a par contre fait une mauvaise critique du livre qui se conclut ainsi : « Peut-être encore plus idiot, « l'auteur » Pittacus Lore est un personnage du roman sans pour autant en être le narrateur. Peut-être que ce livre est le résultat de l'envie du véritable auteur, James Frey, de romancer sa vie, mais de la littérature ? Certainement pas. »
En 2011, I Am Number Four, la version originale anglaise, est restée plus de vingt semaines dans le classement des dix best sellers du New York Times (catégorie Children's Chapter Book et Paperback).

## Suite
- Le Pouvoir des Six (The Power of Six), le deuxième tome de la saga, est sorti le 23 août 2011 aux États-Unis puis le 21 mars 2012 en France. Il s'est classé, dès la première semaine de septembre 2011, premier dans le classement  best sellers du New York Times  (catégorie Children's Chapter Book).

- La Révolte des Neuf (The Rise Of Nine), le troisième tome de la saga, est sorti le 21 août 2012 aux États-Unis puis le 17 avril 2013 en France.

- L'Empreinte de Cinq (The Fall of Five), le quatrième tome de la saga, est sorti le 27 août 2013 aux États-Unis puis le 16 avril 2014 en France.

- La Revanche de Sept (The Revenge of Seven), le cinquième tome de la saga, est sorti le 26 août 2014 aux États-Unis puis le 22 avril 2015 en France.

- Le Destin de Dix (The Fate Of Ten), le sixième tome de la saga, est sorti le 1er septembre 2015 aux États-Unis puis le 27 avril 2016 en France.

- Tous pour Un (United As One), le septième et dernier tome de la saga, est sorti le 28 juin 2016 aux États-Unis puis le 26 avril 2017 en France.

- Generation One (Generation One: The Lorien Legacies Reborn), la suite de la saga est sorti le 27 juin 2017 aux États-Unis puis le 4 mars 2019 en France.